# Samuel B. Hill
Samuel Billingsley Hill (ur. 2 kwietnia 1875 w miejscowości Franklin, zm. 16 marca 1958 w miejscowości Bethesda) – amerykański polityk, członek Partii Demokratycznej.

## Działalność polityczna
W okresie od 25 września 1923 do rezygnacji 25 czerwca 1936 przez siedem kadencji był przedstawicielem 5. okręgu wyborczego w stanie Waszyngton w Izbie Reprezentantów Stanów Zjednoczonych.